# Naim Süleymanoğlu
Naim Süleymanoğlu, efter namnbytet från Naim Syuleĭmanov, född den 23 januari 1967 i Momtjilgrad i Bulgarien, död den 18 november 2017 i Istanbul i Turkiet, var en bulgarisk-turkisk tyngdlyftare. Under sin karriär vann han sju VM-guld och tre OS-guld; två av VM-gulden togs för Bulgarien och resten för Turkiet.

## Biografi

### Bakgrund
Naim Süleymanoğlu, föddes i Bulgarien av turkisk etnicitet, slog igenom som 14-åring när han vann junior-VM i Rio de Janeiro 1982 i klassen -52 kg. 
Efter att ha slagit flera världsrekord var Naim storfavorit till guldet i klassen -60 kg vid olympiska sommarspelen 1984 i Los Angeles, Kalifornien i USA. Där fick han dock inte tävla eftersom Bulgarien, som de övriga länder i östblocket, bojkottade spelen. 
Året därpå blev han världsmästare för första gången när VM hölls i Södertälje, Sverige.

### Avhopp och karriär som turkisk medborgare
Efter ännu ett VM-guld för Bulgarien 1986 i Sofia, hoppade han av på den turkiska ambassaden i Melbourne under världscupfinalen samma år. Detta förklarades som en protest mot behandlingen av den turkiska minoriteten i Bulgarien.
Som turkisk medborgare tog han namnet Naim Süleymanoğlu. Men för att tävla för Turkiet i olympiska sommarspelen 1988 i Seoul var Turkiet tvunget att betala 1 000 000 dollar till den bulgariska staten. Där gjorde han succé och vann guld. Süleymanoğlu blev, också på grund av sin livshistoria, en av de mest uppmärksammade deltagarna i spelen och en stor nationalhjälte i Turkiet. 
Förutom ytterligare fem VM-guld försvarade han sina guldmedaljer vid olympiska sommarspelen 1992 i Barcelona och 1996 i Atlanta. Naim Süleymanoğlu blev därmed den första tyngdlyftaren att vinna tre OS-guld.
Efter OS-guldet 1996 avslutade Naim sin karriär, men gjorde comeback vid olympiska sommarspelen 2000 i Sydney. Han misslyckades dock i alla tre försöken på ingångsvikten 145 kg i ryck och blev resultatlös. Efter OS i Sydney slutade han för gott.

### Personbästa på tävling
Naim Süleymanoğlu som var cirka 150 cm lång kallades ofta för "Pocket-Hercules". De bästa resultat han nådde var:
- Ryck: 152,5 kg (klass -60 kg)
- Stöt: 190 kg (klass -60 kg)
- Totalt: 342,5 kg (klass -60kg)

Detta var guldresultatet i OS i Seoul 1988.